# Kelisia minima
Kelisia minima är en insektsart som beskrevs av Ribaut 1934. Kelisia minima ingår i släktet Kelisia och familjen sporrstritar. Inga underarter finns listade i Catalogue of Life.